# 김봄소리
김봄소리(金봄소리, 1989년 12월 13일~)는 대한민국의 바이올린 연주자이다.

## 수상
- 2010 – 센다이 국제음악콩쿠르 4위, 청중상[7]
- 2015 – 퀸 엘리자베스 콩쿠르 – 입상[8]
- 2015 – 차이코프스키 국제 콩쿠르 – 5위[9]
- 2018 – 포브스 코리아 30세 이하 30인[10]
- 2019 – 한국음악협회 주관 오늘의 젊은 예술가상[11]
- 2020 – 재단법인 플라톤 아카데미 주관의 제4회 그리움(G.rium) 아티스트상 수상